# Пралідоксим
Пралідоксим (метилхлорид 2-піридина альдоксиму) або 2-PAM, зазвичай у вигляді хлоридних або йодидних солей, належить до сімейства сполук, які називаються оксимами, які зв'язуються з ацетилхолінестеразою, інактивованою фосфорорганічними кислотами. Він використовується для лікування отруєння фосфорорганічними речовинами у поєднанні з атропіном та діазепамом або мідазоламом. Це біла тверда речовина.
За даними Центру протидії дезінформації, Росія у ході вторгнення в Україну готується застосовувати отруту та інші речовини проти українців. Волонтери-аналітики InformNapalm мають свідчення, що російським військовим почали видавати антидоти від певних видів отрути, а командному складу окупаційних військ РФ нібито 20 березня 2022 року видали ампули з атропіном, антидотом при хімічних отруєннях. Їм зробили щеплення Pralidoxime — антидотом від фосфорорганічних сполук. В українських аптеках доза препарату «Пралідоксим» («Контраціон») коштує близько 800 грн..

## Хімічний синтез
Пралідоксим, метилхлорид 2-піридинальдоксиму, отримують шляхом обробки піридин-2-карбоксальдегіду гідроксиламіном. Отриманий піридин-2-алдоксим алкілують йодометаном, одержуючи пралідоксим у вигляді йодистої солі.

## Механізм дії
Пралідоксим зазвичай використовується у випадках отруєння фосфорорганічними речовинами. Фосфати органічні, такі як зарин, зв'язуються з гідроксикомпонентом (esteric) активного центру ферменту ацетилхолінестерази, таким чином блокуючи його активність. Пралідоксим зв'язується з іншою половиною (неблокованою аніонною ділянкою) активного центру, а потім витісняє фосфат із залишку серину. З'єднана отрута/антидот потім від'єднується від ділянки і таким чином відновлює повністю функціональний фермент.
Деякі кон'югати фосфат-ацетилхолінестерази продовжують реагувати після того, як фосфат прикріплюється до esteric сайту, перетворюючись у більш непокірний стан. Цей процес відомий як старіння. Витриманий кон'югат фосфат-ацетилхолінестераза стійкий до антидотів, таких як пралідоксим. Пралідоксим часто використовується з атропіном (мускариновим антагоністом), щоб зменшити парасимпатичні ефекти отруєння фосфорорганічними речовинами. Пралідоксим ефективний лише при токсичності фосфорорганічних речовин. Це не має сприятливих ефектів, якщо фермент ацетилхолінестерази карбамільований, як це відбувається з неостигміном, піридостигміном або інсектицидами, такими як карбарил .
Пралідоксим відіграє важливу роль у ліквідації паралічу дихальних м'язів, але через погане проникнення через гематоенцефалічний бар'єр він мало впливає на центральну депресію дихання. Атропін, який є препаратом вибору для протидії мускариновому ефекту фосфорорганічних фосфатів, вводять навіть до пралідоксиму під час лікування отруєння фосфорорганічними речовинами. Хоча ефективність атропіну була добре встановлена, клінічний досвід застосування пралідоксиму призвів до широкого сумніву щодо його ефективності при лікуванні отруєння фосфорорганічними речовинами.

## Дозування
- Дорослі: 30 мг/кг (зазвичай 1-2 г), що вводять шляхом внутрішньовенної терапії протягом 15–30 хвилин, повторюють через 60 хвилин. Його також можна дати як 500 мг/год безперервна внутрішньовенна інфузія.
- Діти: 20–50 мг/кг з наступною підтримуючою інфузією 5–10 мг/кг/год.

Внутрішньовенні інфузії можуть призвести до зупинки дихання або серця, якщо вводяться занадто швидко.

## Взаємодії
При одночасному застосуванні атропіну та пралідоксиму ознаки атропінізації (почервоніння, мідріаз, тахікардія, сухість у роті та носі) можуть виникнути раніше, ніж можна було б очікувати при застосуванні атропіну окремо. Це особливо вірно, якщо загальна доза атропіну була великою і введення пралідоксиму було відкладено.
При лікуванні антихолінестеразного отруєння слід пам'ятати про наступні запобіжні заходи, хоча вони не мають прямого відношення до застосування пралідоксиму: оскільки барбітурати потенціюються антихолінестеразами, їх слід застосовувати з обережністю при лікуванні судом; Слід уникати прийому транквілізаторів типу морфіну, теофіліну, амінофіліну, сукцинілхоліну, резерпіну та фенотіазинового типу у пацієнтів з отруєнням фосфорорганічними кислотами.

## Протипоказання
Абсолютних протипоказань для застосування пралідоксиму не відомо. Відносні протипоказання включають відому гіперчутливість до препарату та інші ситуації, коли ризик його застосування явно перевищує можливу користь.